# Nicky Smith (rugby à XV)
Pour les articles homonymes, voir Smith.

a Compétitions nationales et continentales officielles uniquement.

b Matchs officiels uniquement.
Dernière mise à jour le 10 juillet 2023.
Nicky Paul Smith, né le 7 avril 1994 à Swansea au pays de Galles, est un joueur international gallois de rugby à XV jouant au poste de pilier gauche avec la franchise des Ospreys en United Rugby Championship.

## Biographie
Nicky Smith connaît des sélections en équipes de jeunes avec l'équipe du pays de Galles des moins de 20 ans ; il dispute le Championnat du monde junior de rugby à XV 2013 en France et le Championnat du monde junior de rugby à XV 2014 en Nouvelle-Zélande.
Nicky Smith fait ses débuts avec les Ospreys le 26 janvier 2013 contre les Newport Gwent Dragons.
Il impressionne suffisamment lors des premiers matchs disputés avec la franchise galloise pour que celle-ci lui propose un contrat de trois ans en avril 2014.
Avec la franchise des Ospreys, Nicky Smith joue titulaire et gagne les huit premiers matchs de la saison 2014-2015. Il est désigné homme du match lors de la victoire 44-13 contre Trévise. Il retient l'attentions des sélectionneurs de l'équipe du pays de Galles qui le retiennent pour les test-matchs de novembre 2014.
Il fait ses débuts internationaux le 15 novembre 2014 contre l'équipe des Fidji à Cardiff. Il joue un deuxième match le 22 novembre contre la Nouvelle-Zélande, il se blesse assez sérieusement durant cette partie pour ne pas pouvoir disputer le Tournoi des Six Nations 2015.
Après sa blessure, il est de retour en mars 2015 et joue trois rencontres comme remplaçant avant de terminer la saison en enchaînant quatre matchs comme titulaire. Son club termine troisième de la saison 2014-2015 du Pro12 et dispute les demi-finales contre le Munster, s'inclinant 21 à 18.
De 2012 à 2015, Nicky Smith a disputé 26 matchs avec les Ospreys dont 15 pour la saison 2014-2015 et 12 comme titulaire du poste de pilier.
Nicky Smith est retenu dans un groupe élargi de 47 joueurs pour la préparation de la Coupe du monde 2015, annoncé par Warren Gatland le 1er juin 2015.
En mai 2023, Warren Gatland le convoque dans une pré-liste de 54 joueurs pour préparer la Coupe du monde 2023. Puis, il est sélectionné dans le groupe final de 33 joueurs pour participer au Mondial.

## Statistiques en équipe nationale
Au 7 février 2025, Nicky Smith compte 54 capes, dont 24 titularisations, en équipe du pays de Galles depuis ses débuts le 15 novembre 2014 face aux Fidji. Il a inscrit trois essais, quinze points.

## Palmarès

### En club
- Finaliste du Championnat d'Angleterre en 2025 avec les Leicester Tigers.

### En équipe nationale
- Finaliste du Championnat du monde junior en 2013 avec l'équipe du pays de Galles des moins de 20 ans.
- Vainqueur du Tournoi des Six Nations en 2019 (Grand Chelem) avec l'équipe du pays de Galles.

### Distinctions personnelles
- Membre de l'équipe type du Championnat d'Angleterre en 2025.